# Chris Berger
Christiaan David Berger, detto Chris (Amsterdam, 27 aprile 1911 – Amsterdam, 12 settembre 1965), è stato un velocista olandese.
In carriera è stato campione europeo dei 100 e 200 metri piani a Torino 1934.

## Palmarès
| Anno | Manifestazione  | Sede        | Evento      | Risultato        | Prestazione | Note |
| ---- | --------------- | ----------- | ----------- | ---------------- | ----------- | ---- |
| 1932 | Giochi olimpici | Los Angeles | 100 m piani | Quarti di finale | 10"7        |      |
| 1932 | Giochi olimpici | Los Angeles | 200 m piani | Quarti di finale | 22"0        |      |
| 1934 | Europei         | Torino      | 100 m piani | Oro              | 10"6        |      |
| 1934 | Europei         | Torino      | 200 m piani | Oro              | 21"5        |      |
| 1934 | Europei         | Torino      | 4×100 m     | Bronzo           | 41"6        |      |
| 1936 | Giochi olimpici | Berlino     | 100 m piani | Quarti di finale | 11"0        |      |
| 1936 | Giochi olimpici | Berlino     | 4×100 m     | Finale           | dq          |      |